# Contratista

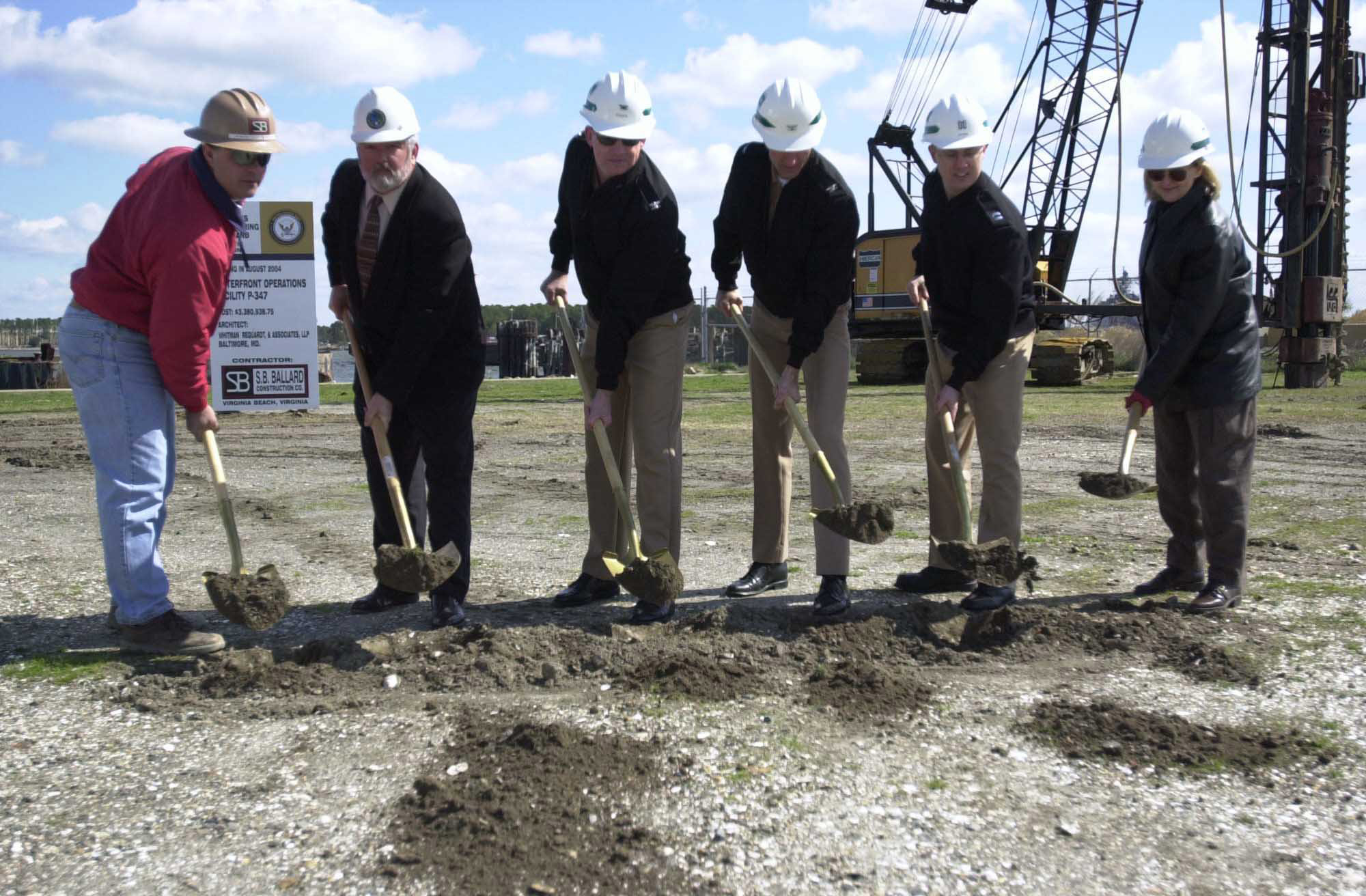
Un ejemplo de contratistas en Virginia,Estados Unidos

Un contratista es la persona o empresa que es contratada por otra organización o particular para la realización de una obra o servicio, habitualmente en el campo de la construcción y las obras civiles, aunque no solo. Así, se emplean contratistas en la construcción de edificios, carreteras, instalaciones o algunos trabajos especiales, como refinerías o plataformas petroleras por ejemplo. Estos trabajos pueden representar la totalidad de la obra, o bien partes de ella, divididas de acuerdo con su especialidad, territorialidad, horario u otras causas.
El término con que se designa al contratista hace referencia al tipo de contrato que realiza con el promotor o cliente para dichas obras de construcción de acuerdo con los documentos del contrato, que por lo general incluyen las condiciones generales y especiales, los planos y especificaciones del proyecto arquitectónico preparadas por el proyectista, que según el tipo de proyecto puede ser un arquitecto, un ingeniero civil, un diseñador industrial u otro especialista.
Un contratista es responsable de proporcionar todos los materiales, equipo (vehículos y herramientas) y la mano de obra necesarios para la construcción del proyecto; aunque dado el caso puede proporcionar, por ejemplo, solamente el recurso humano. Para ello, es común que el contratista se apoye en otras personas u organizaciones para que realicen determinado tipo de trabajos especializados; a ellos se les llama subcontratistas y a él, contratista general.
La diferencia entre un contratista y un subcontratista no radica específicamente en su capacidad, experiencia o ramo, sino en que hace referencia especialmente al tipo de relación que lleva con el cliente final, es decir, si fue directamente contratado por él para realizar los trabajos, o si es contratado por algún intermediario. Por ello, es común que en la práctica, un particular subcontrate a una empresa constructora para realizar el proyecto, o en caso contrario que una empresa constructora subcontrate a varios particulares para ejecutar los mismos trabajos, y que en todos los casos todos ocupen distintos escaños en el organigrama de una obra a otra distinta.

## Cuando el contratista es externo
Cuando una organización quiere construir un edificio, se pone en contacto con un contratista general establecido, que se haga cargo de todos los trabajos. En la mayoría de los casos, la organización que funciona como cliente nunca tiene trato directo con los subcontratistas ni tiene que preocuparse por el proceso de construcción.

## Cuando el cliente actúa como contratista
En ocasiones, el cliente que necesita la construcción del edificio decide actuar por sí mismo como contratista general. En estos casos, trabaja directamente con los subcontratistas y se encarga de la administración y organización de todos los conceptos que genera la obra.
En estas condiciones, el dueño tiene que ponderar si el ahorro que le pudiera generar el no pagar los honorarios de un contratista general' se compensa con la carga de trabajo, responsabilidades y contratiempos que se pudieran presentar, así como los riesgos de no ser un especialista de la construcción.
Los dueños que consideren este esquema deben tener en mente que los contratistas generales, además de su experiencia suelen desarrollar relaciones muy estrechas con todos los subcontratistas con los que trabajan de manera recurrente, obteniendo de ellos además de su compromiso, mejores precios que los que estos ofrecerían a clientes "de una sola ocasión".

## Tipos de contratistas y subcontratistas
En España, para poder contratar con cualquier administración pública - ya sea nacional, autonómica o local - una obra o servicio cuyo importe sea superior a los 120.202,42 €,  se requiere la clasificación de contratistas. Esta autorización es competencia de la Junta Consultiva de Contratación Administrativa, un organismo dependiente del Ministerio de Economía y Hacienda.
- contratista topógrafo
- contratista de excavaciones y terracería
- contratista de obra civil (albañilería)
- contratista electricista
- contratista plomero
- contratista carpintero
- contratista de ventanería
- contratista de herrería
- contratista yesero
- contratista de instalación de pisos
- contratista pintor
- contratista de impermeabilizantes
- contratista jardinero
- contratista redes y telefonía
- contratista de aires acondicionados

## Método de trabajo del contratista
En primer lugar, se busca un acuerdo en el que el promotor invita a uno o varios contratistas a participar en el proceso de construcción, mediante un proceso llamado concurso. Los distintos contratistas invitados a participar presentan un presupuesto en el que, sujetándose a las características especificadas en el proyecto y el catálogo de conceptos, especifican los precios que cobran por dichos trabajos, señalando además el tiempo que se tardarían en efectuarlos, criterios de supervisión y calidad, formas de pago, y demás condiciones de trabajo.
Una vez que el promotor ha recibido las distintas ofertas, selecciona a los contratistas ganadores del concurso y celebra con ellos el contrato que incluya los puntos arriba mencionados, además de aquellos puntos adicionales que les ayuden a definir los términos y condiciones de trabajo, buscando ser lo más específico posible. Dependiendo del tipo de promotor, este proceso puede requerir la asesoría del arquitecto que vaya a dirigir la obra.
Cuando empiezan los trabajos de cada contratista de acuerdo con su programación en el calendario de obra, estos se encargan de cumplir con lo establecido en su contrato individual, trabajando en ellos simultáneamente con los otros contratistas participantes del proyecto. Cada determinado tiempo, que suele ser semanal, los contratistas presentan al promotor o arquitecto un reporte de los trabajos realizados a la fecha, con el fin de solicitar el pago de sus honorarios con lo que se conoce como avance de obra.
Durante la realización de los trabajos, tanto el constructor como el arquitecto y el promotor o cliente envían a la obra a su respectivo supervisor de obra para comprobar la cantidad y calidad de trabajos desarrollados, evaluando que en todo caso se ajusten al proyecto arquitectónico, al catálogo de conceptos, y que estén respaldados en los reportes de avance de obra.
Al terminar los trabajos asignados a cada especialista, este presentará a la Administración un reporte final y en caso de que cumplan con las especificaciones requeridas, dicha Administración (el constructor, el arquitecto, el promotor, todos ellos o un especialista en administración de proyectos) recibirá los trabajos completados, procediéndose a tramitar el pago del finiquito de obra.